# هنینگتون، نورث‌همپتون‌شر
هنینگتون (به انگلیسی: Hannington) یک روستا و محله مدنی در بریتانیا است که در Daventry واقع شده‌است. هنینگتون ۲۵۱ نفر جمعیت دارد.